# Святий Григорій із писарями
«Святий Григорій з писарями», інша назва «Григорій Великий і Дух Святий» (нім. Hl. Gregor mit Schreibern) — рельєф із слонової кістки роботи невідомого майстра із Лотарингії. Створений наприкінці X століття. Зберігається у Кунсткамері у Музеї історії мистецтв, Відень (інвен. номер КК 8399).
Папа Римський Григорій I Великий, який очолював церкву у 590—604 роках, вважається автором сакраментарія, збірки літургійних молитвенних текстів для парафіян католицької церкви. На прямокутній панелі із слонової кістки зображений Григорій I Великий за столом, у той час як Святий Дух у вигляді голуба нашіптує йому молитви на вухо. Нижче зображені папські писарі, які копіюють їх під диктовку.
Панель раніше прикрашала обкладинку одного із екзмеплярів сакраментарія. Відомі також ще дві роботи цього майстра, які зберігаються у Франкфурті та Кембриджі, відповідно. Його рельєфи належать до найвизначніших робіт у цьому жанрі, починаючи з періоду Високого Середньовіччя.
У 1647 році рельєф був у списку інвентаря колекції ерцгерцога Леопольда Вільгельма. Пізніше невідомим чином він потрапив у володіння абатства Хайлігенкройц (Нижня Австрія), яке продало його віденському Музею історії мистецтв у 1928 році.